# Vlag van Meulebeke
De vlag van Meulebeke werd door de gemeenteraad op 15 mei 1985 officieel vastgesteld als de gemeentelijke vlag van de West-Vlaamse gemeente Meulebeke. Op 2 september 1985 werd hij door het Bestuur van Vlaanderen bevestigd en uiteindelijk gepubliceerd op 8 juli 1986 in het officiële Belgisch Staatsblad.
Officieel wordt de vlag beschreven als:
Geel met een zwarte stappende beer.
De vlag is volledig gebaseerd op het gemeentewapen en ziet er dus helemaal hetzelfde uit.
In 2025 is Meulebeke opgegaan in de gemeente Tielt. De vlag is daardoor als gemeentevlag komen te vervallen.

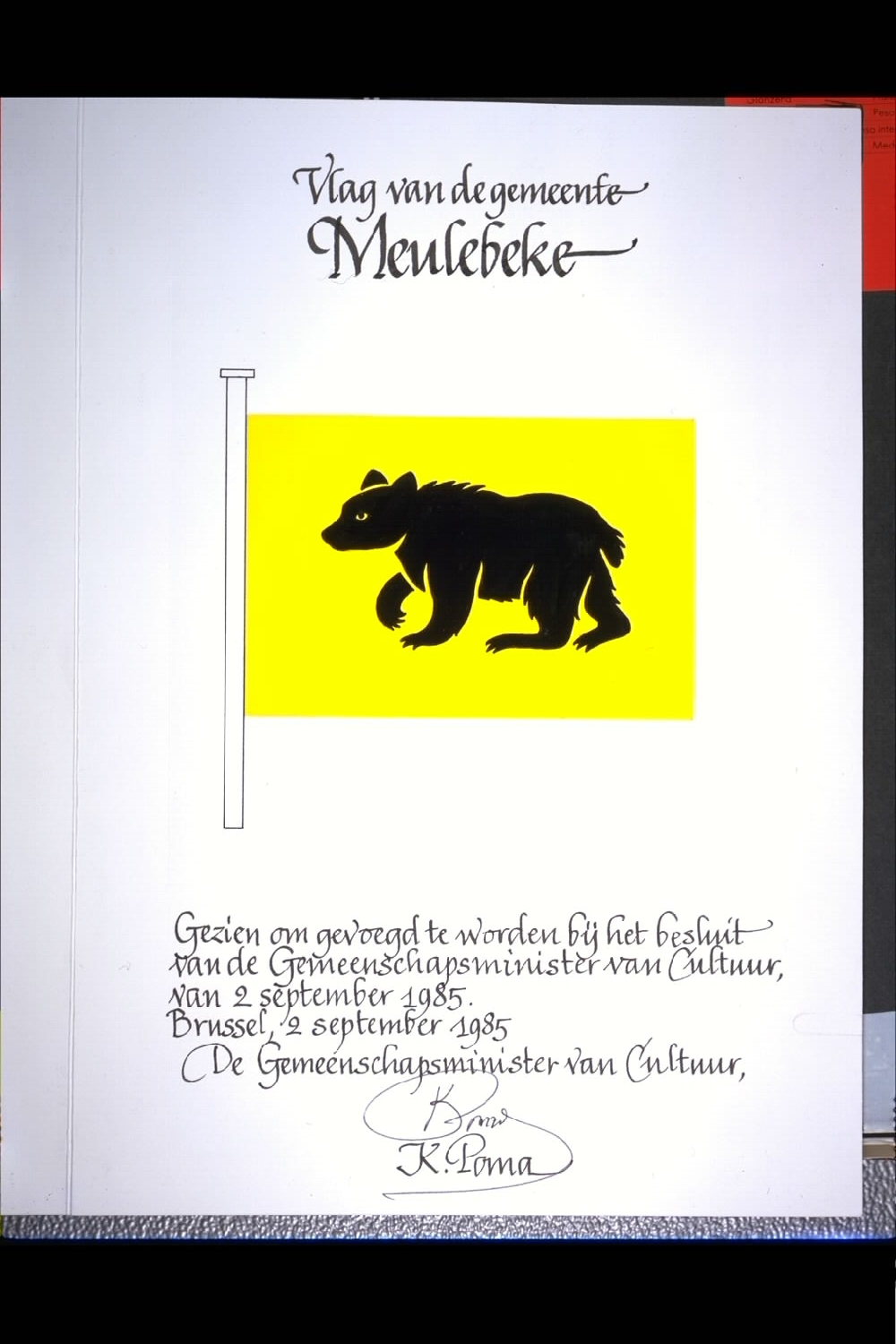
Ontwerp vlag getekend door Karel Poma